# Alsóbán község
Alsóbán község (románul: Comuna Bănișor) község Szilágy megyében, Romániában. Központja Alsóbán, beosztott falvai Felsőbán, Pecsely.

## Népessége
A 2011-es népszámlálás adatai alapján a község népessége 2022 fő volt.